# Gieorgij Cziczerin
Gieorgij Wasilewicz Cziczerin (ros. Гео́ргий (Ю́рий) Васи́льевич Чиче́рин, ur. 12 listopada?/24 listopada 1872 w majątku Karauł (gubernia tambowska), zm. 7 lipca 1936 w Moskwie) – rosyjski dyplomata, prawnik, ludowy komisarz spraw zagranicznych RFSRR (1918–1923), ludowy komisarz spraw zagranicznych ZSRR (1922–1930).

## Życiorys
Pochodził z arystokratycznej rodziny, był wnukiem Jerzego Meyendorffa i siostrzeńcem Elżbiety z Meyendorffów Czapskiej. Przed I wojną światową urzędnik carskiego ministerstwa spraw zagranicznych. Od 1904 związany z partiami lewicowymi, od 1905 członek SDPRR (stronnik frakcji mienszewików). W latach 1904–1918 na emigracji (Berlin 1905–1907, Paryż 1907–1914, Londyn 1914–1917). W 1917 pomógł Leninowi wrócić do Rosji. Działał w ruchu robotniczym Francji i Anglii.
Po powrocie do kraju w 1918 wstąpił do partii bolszewickiej. Od 10 stycznia 1918 zastępca ludowego komisarza spraw zagranicznych Rosji sowieckiej, po podaniu się do dymisji z funkcji ludowego komisarza Lwa Trockiego (sprzeciwiającego się zawarciu traktatu brzeskiego) p.o. komisarza a następnie od 30 maja 1918 ludowy komisarz spraw zagranicznych. Prowadził rokowania brzeskie, w imieniu Rosji Radzieckiej podpisał z Niemcami układ w Rapallo (1922). Twórca radzieckiej służby dyplomatycznej. Od połowy lat 20. z powodu choroby (cukrzyca) tracił wpływy, formalnie ustąpił w 1930 wskutek konfliktu z Maksimem Litwinowem, który pomawiał go o pederastię.
Interesował się muzyką poważną, napisał książkę: "Mozart - etiuda badawcza" (wyd. pol. Poznań 1966).